# François Thibault de Ménonville
François-Louis Arthur Thibault de Ménonville, seigneur de Villé, né le 2 juillet 1740 au château de Villé à Nossoncourt  (Vosges) de François-Louis Thibaut de Ménonville, conseiller du roi, lieutenant au régiment de Navarre, et de Marie-Anne de Bazelaire de Lesseux, et mort le 5 décembre 1816 à Deneuvre (Meurthe), est un officier français du génie. 

## Biographie
Membre de la compagnie des cadets-gentilshommes du roi Stanislas de Pologne (brevet 28/01/1758), élève à l'école royale du génie de Mézières (1759), ingénieur du roi (1760), capitaine dans le corps royal du génie, sert en Méditerranée et à Minorque (1760-1762), capitaine d’infanterie (1769-72), corps expéditionnaire en Pologne sous Dumouriez et du Houx de Vioménil), il prit part à la guerre d'indépendance des États-Unis en tant que lieutenant-colonel attaché à l’état-major. Il participe à la bataille de la baie de Chesapeake, puis à la bataille de Yorktown (1781). 
Il épouse en 1783 demoiselle Hélène-Charlotte de Martimprey de Choisimont, fille d'Auguste de Martimprey de Choisimont.
Chevalier de Saint-Louis (1772) et membre de la Société des Cincinnati (1784), il est maréchal de camp en septembre 1788. Il participe avec son frère Louis-Antoine Thibault de Ménonville à la guerre d'indépendance des États-Unis.
Il fut élu député de la noblesse du bailliage de Mirecourt aux États généraux de 1789 puis siégea à l'Assemblée constituante. Adjoint au comité de la marine, il défendit le décret sur les colonies. À propos de la Constitution, il réclama pour le roi le droit de grâce. 
Après la dissolution de l'Assemblée le 30 septembre 1791, il devint officier municipal, conseiller municipal de Mirecourt et sera membre du conseil général de la Meurthe, sous l'Empire.
Sous la Terreur, il est arrêté et incarcéré à Saint-Dié (avril 1793), en même temps que son cousin, Charles Dominique de Bazelaire de Lusse (1747 - 1823), son cousin par alliance, Louis Toussaint Hugo, seigneur de Spitzemberg (1736 - 1793) et sept autres « otages de Saint-Dié » .
Il est l'oncle par alliance de François-Dieudonné de Ravinel.

## Armes
- D'or à un chevron de gueules, accompagnée de trois merlettes de sable selon enregistrement en 1696 à l'armorial général de France.